# Fábrica de Discos Rozenblit
A Fábrica de Discos Rozenblit foi uma indústria de LPs (discos de vinil) brasileira, localizada no bairro de Afogados, no Recife, Pernambuco. Entre a década de 1950 e meados dos anos de 1960, foi considerada a maior produtora de discos em vinil no país (22% do mercado nacional e 50% do regional).
Fundada no dia 11 de junho de 1954 por José Rozenblit e seus irmãos, foi a mais moderna do país em sua época. O Grupo Rozenblit também criou vários selos para divulgar a música regional nordestina e foi responsável pelo lançamento do Selo Mocambo. 
Uma crise financeira desencadeada por concorrentes estrangeiros e o prejuízo de várias enchentes em seu parque industrial (1966, 1967, 1970, 1975 e 1977) fizeram com que a Discos Rozenblit fechasse as portas em meados da década de 1980.